# Мосчини, Селия
Селия Бодо де Мосчини (1910—2006) — аргентинская шахматистка, международный мастер (1954) среди женщин.
Победила в южноамериканском зональном турнире (1954), в турнирах претенденток (1955) — 18-е, (1964) — 18-e местa.

## Биография
Родившись 5 октября 1910 года, после сорока лет, после того, как вышла замуж и вырастила троих детей, она начала участвовать в турнирах, не забывая о своей прежней работе в качестве учителя музыка.
В 1954 году она выиграла женский зональный турнир в Южной Америке и была удостоена звания международного мастера женского пола ФИДЕ. Селия Бодо де Мосчини была одной из ведущих аргентинских шахматистов. Она выиграла женский чемпионат Аргентины шесть раз: 1953, 1957, 1958, 1962, 1963 и 1968
Дважды участвовала в чемпионате мира по шахматам среди женщин:
В 1955 году в Москва она занял 18 место.
В 1964 году в Сухуми она занял 18 место.